# 33187 Pizzolato
33187 Pizzolato è un asteroide della fascia principale. Scoperto nel 1998, presenta un'orbita caratterizzata da un semiasse maggiore pari a 2,7183362 au e da un'eccentricità di 0,1376781, inclinata di 8,60658° rispetto all'eclittica.
L'asteroide è dedicato alla studentessa statunitense Rachel Michelle Pizzolato.